# مشاع علي آبياري (اسماعيلي كرمان)
مشاع علي آبیاري (بالفارسية: مشاع علی آبیاری) هي قرية تقع في إيران في منطقة إسماعيلي. يقدر عدد سكانها بـ 0 نسمة بحسب إحصاء 2016.